# Alyscamps
Alyscamps je velika rimska nekropola nedaleč stran od obzidja starega mesta Arles v Franciji. Bila je ena najbolj znanih nekropol antičnega sveta. Ime izvira iz provansalske okcitanske besede Aliscamps, ki izhaja iz latinske Elisii Campi (to je v francoščini »Elizejske poljane«). Bile so znane v srednjem veku in jih omenja Ludovico Ariosto v Orlando Furioso in Dante Alighieri v Peklu.
Rimska mesta so tradicionalno prepovedovala pokope znotraj mestnih meja. Zato je bilo običajno, da so bile ceste neposredno zunaj mesta obdane z grobnicami in mavzoleji; Apijeva cesta zunaj Rima je dober primer. Alyscamps je bil glavno grobišče v Arlesu skoraj 1500 let. To je bil zadnji del Via Aurelia, ki je vodila do mestnih vrat in je bila uporabljena kot grobišče za premožne meščane, katerih spomeniki so segali od preprostih sarkofagov do dovršenih spomenikov. Leta 1981 je bil Alyscamps uvrščen na Unescov seznam svetovne dediščine kot del skupine Arles, Roman and Romanesque Monuments.

## Zgodovina
Alyscamps so še naprej uporabljali po pokristjanjenju mesta v 4. stoletju. Tam je bil pokopan sveti Genezij, rimski državni uradnik, ki so ga leta 303 obglavili, ker ni izpolnjeval ukazov o preganjanju kristjanov in je hitro postal središče kulta. Kmalu zatem je bil tam pokopan sveti Trofim, verjetno prvi škof v Arlesu. Trdili so, da se je slovesnosti udeležil sam Kristus, ki je pustil odtis svojega kolena na pokrovu sarkofaga.
Območje je postalo zelo zaželen kraj za pokope in grobnice so se kmalu pomnožile. Že v 4. stoletju je bilo že več tisoč grobnic, zato je bilo treba sarkofage zlagati tri plasti globoko. Pokop v Alyscampsu je postal tako zaželen, da so tja pošiljali trupla iz vse Evrope, pri čemer so čolnarji z Rone dobro zaslužili s prevozom krst v Arles.
Alyscamps so še naprej uporabljali tudi v srednjem veku, čeprav je odstranitev relikvij svetega Trofima v stolnico leta 1152 zmanjšala njen ugled. V renesansi je bila nekropola ročno izropana, mestni svetniki pa so dajali sarkofage kot darila uglednim obiskovalcem, lokalni prebivalci pa so uporabljali nagrobne kamne kot gradbeni material. Dodatno jo je poškodoval prihod železnice in kanala v 19. stoletju, ki sta oba prerezala mesto. Konec oktobra 1888 sta Vincent van Gogh in Paul Gauguin izbrala Alyscamps kot prvo mesto za svoje ekspedicije, kjer sta slikala drug ob drugem; do takrat je bil to ostanek nekdanjega sebe. Od takrat je bil nekoliko obnovljen kot muzej na prostem. V svoji zadnji knjigi Caesar's Vast Ghost Lawrence Durrell priporoča Alyscamps zaradi njegove lepote in vzdušja; piše: »Edinstven je v svojem šarmu.«

## Ohranjanje
Najboljši od preostalih sarkofagov so zdaj na ogled v Musée de l'Arles et de la Provence antiques, ki ima eno najboljših zbirk rimskih sarkofagov, kar jih je mogoče najti kjerkoli zunaj Rima.

## Galerija
- Les Alyscamps, Paul Gauguin, 1888
- Padajoče jesensko listje, Vincent van Gogh, 1888
- Padajoče jesensko listje ena od dveh slik, Vincent van Gogh, 1888